# 半田弘之
半田 弘之（はんだ ひろし、1931年3月20日 - 2017年12月28日）は、元競輪選手。日本競輪選手養成所が創設される以前に選手登録された期前選手。

## 来歴
三重県の出身で、デビュー当初は三重県を登録地としていたものの、程なくして登録地を大阪府に移した。マーク、追い込み型の選手として、1958年の全国都道府県選抜競輪・2000m競走（一宮競輪場）及び、立川競輪場で開催された1959年の同大会同種目でも優勝を果たした。
選手生活の晩年になって、郷里の三重県に戻り、四日市競輪場をホームバンクとしていた。
1988年4月26日、選手登録消除。通算864勝。

## エピソード
- 山本清治の引退レースとなった、大阪住之江競輪場で開催された、1961年11月のレースに勝利している（山本は2着）。
- 四日市競輪場に、現役時代に使用していた自転車が展示されていた。